# Zmije (seriál)
Zmije (v anglickém originále Viper) je americký televizní seriál o fiktivní speciální jednotce ve fiktivním americkém městě Metro City v Kalifornii. Jednotka používá v boji proti zločinu speciálně upravený červený Dodge Viper RT/10 roadster a později ve čtvrté řadě modré kupé Dodge Viper GTS, který se při přeměně označované jako defender stává odolný kulkám a má další zvláštní vybavení a je středobodem seriálu. Seriál se odehrává v blízké budoucnosti.
Seriál má čtyři řady a byl vysílán od ledna 1994 do května 1999. V Česku byl vysílán od 24. ledna 1996 do 26. září 2001, první dvě řady na TV Nova, poté na TV Prima.

## Obsazení
| James McCaffrey | „řidič“ Joe Astor / Michael Payton – 1. a 4. série |
| Jeff Kaake      | „řidič“ Thomas Cole – 2. a 3. série                |
| Heather Medway  | detektiv Cameron Westlaková                        |
| Dawn Stern      | Dr. Allie Farrowová                                |
| Joe Nipote      | Franklin Frankie Waters, technik Zmije             |
| J.Downing       | Sherman Catlett                                    |
| Dorian Harewood | konstruktér Zmije                                  |